# Jürgen Wirth
Jürgen Wirth (ur. 20 czerwca 1965 w Großbreitenbach) – niemiecki biathlonista reprezentujący NRD, dwukrotny medalista mistrzostw świata.

## Kariera
Pierwsze sukcesy w karierze osiągnął w 1983 roku, kiedy zdobył złoty medal w sztafecie i srebrny w biegu indywidualnym na mistrzostwach świata juniorów w Anterselvie. W Pucharze Świata zadebiutował 6 stycznia 1984 roku w Falun, gdzie zajął 11. miejsce w biegu indywidualnym. Tym samym już w debiucie zdobył pierwsze punkty. Nigdy nie stanął na podium indywidualnych zawodów tego cyklu, jednak kilkukrotnie stawał na podium w sztafecie, w tym trzykrotnie zwyciężał: 20 stycznia 1985 roku w Oberhofie, 7 marca 1986 roku w Lahti i 15 marca 1987 roku w Lillehammer. Najlepsze wyniki osiągnął w sezonie 1984/1985, kiedy zajął dziewiąte miejsce w klasyfikacji generalnej.
Na mistrzostwach świata w Oslo w 1986 roku wspólnie z Matthiasem Jacobem, Frankiem-Peterem Roetschem i André Sehmischem zdobył srebrny medal w sztafecie. Na tej samej imprezie był także osiemnasty w biegu indywidualnym i dwudziesty w sprincie. Podczas rozgrywanych rok później mistrzostw świata w Lake Placid reprezentacja NRD w tym samym składzie zwyciężyła w sztafecie. Brał też udział w igrzyskach olimpijskich w Calgary w 1988 roku, zajmując 16. miejsce w biegu indywidualnym oraz piąte w sztafecie.
Na mistrzostwach Niemiec zdobył siedem medali: dwa złote, trzy srebrne oraz dwa brązowe.
W marcu 2009 roku oświadczył, że on i inni członkowie reprezentacji przyjmowali niedozwolone środki dopingujące od ówczesnego trenera reprezentacji NRD - Franka Ullricha.

## Osiągnięcia

### Igrzyska olimpijskie
| Rok  | Miejscowość | Konkurencje | Konkurencje | Konkurencje | Konkurencje | Konkurencje | Konkurencje | Konkurencje |
| Rok  | Miejscowość | IN          | SP          | PU          | MS          | RL          | MR          | SR          |
| ---- | ----------- | ----------- | ----------- | ----------- | ----------- | ----------- | ----------- | ----------- |
| 1988 | Calgary     | 16.         | –           | nd.         | nd.         | 5.          | nd.         | –           |

### Mistrzostwa świata
| Rok  | Miejscowość | Konkurencje | Konkurencje | Konkurencje | Konkurencje | Konkurencje | Konkurencje | Konkurencje |
| Rok  | Miejscowość | IN          | SP          | PU          | MS          | RL          | MR          | SR          |
| ---- | ----------- | ----------- | ----------- | ----------- | ----------- | ----------- | ----------- | ----------- |
| 1985 | Ruhpolding  | –           | 55.         | nd.         | nd.         | –           | nd.         | –           |
| 1986 | Oslo        | 18.         | 20.         | nd.         | nd.         | 2.          | nd.         | –           |
| 1987 | Lake Placid | 25.         | –           | nd.         | nd.         | 1.          | nd.         | –           |

### Puchar Świata

#### Miejsca w klasyfikacji generalnej
| Sezon     | Miejsce |
| --------- | ------- |
| 1983/1984 | ?       |
| 1984/1985 | 9.      |
| 1985/1986 | 15.     |
| 1986/1987 | 26.     |
| 1987/1988 | 25.     |